# Liparis elegans
Liparis elegans är en orkidéart som beskrevs av John Lindley. Liparis elegans ingår i släktet gulyxnen, och familjen orkidéer. Inga underarter finns listade i Catalogue of Life.